# 莫拉凡公司
莫拉凡公司是一個位於捷克（前捷克斯洛伐克）的飛機製造公司。莫拉凡公司成立於1934年，至今已建造超過5,600架飛機，當中主要是教練機和特技飛機。隨著捷克共產主義政權倒台，莫拉凡公司的產品轉向國際市場，並在2001年收購面臨倒閉的飛機製造商萊特庫諾維采。

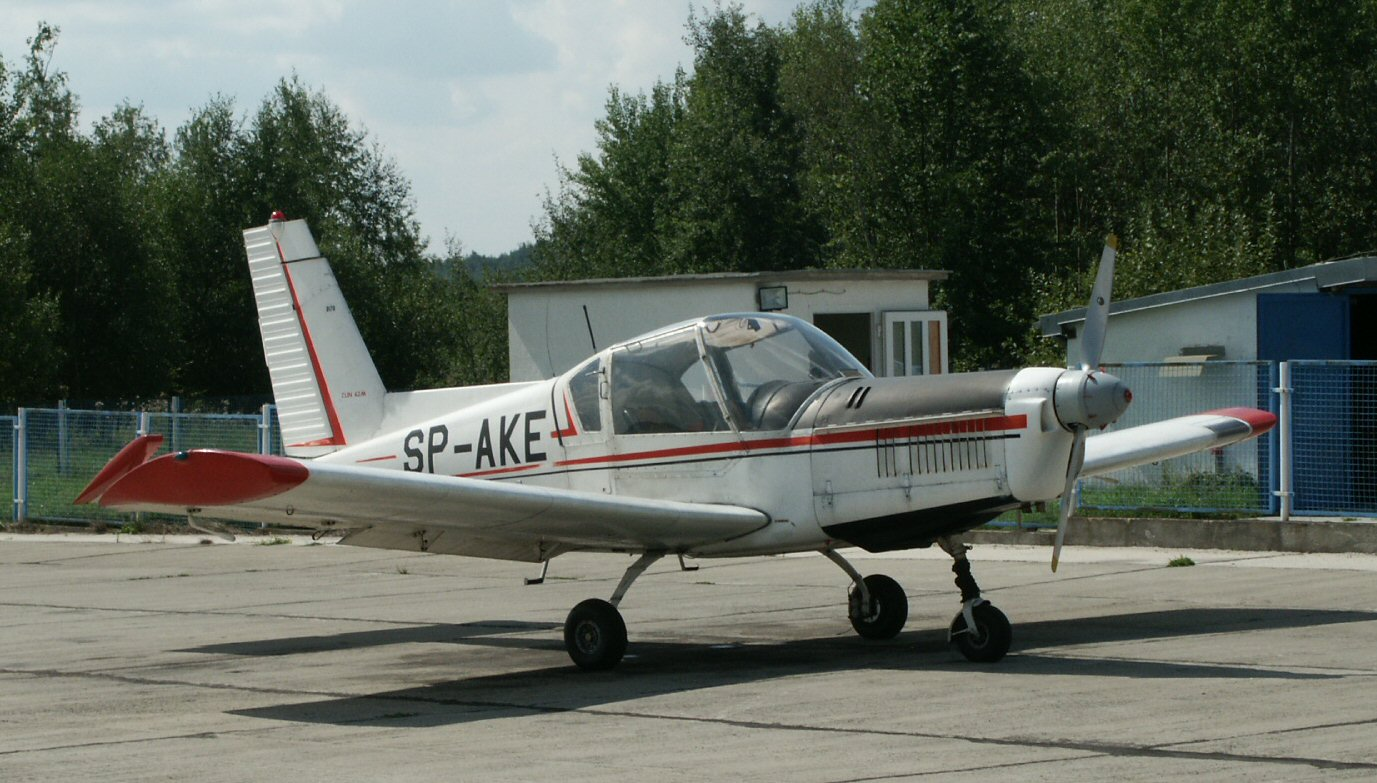
茲林Z 42M

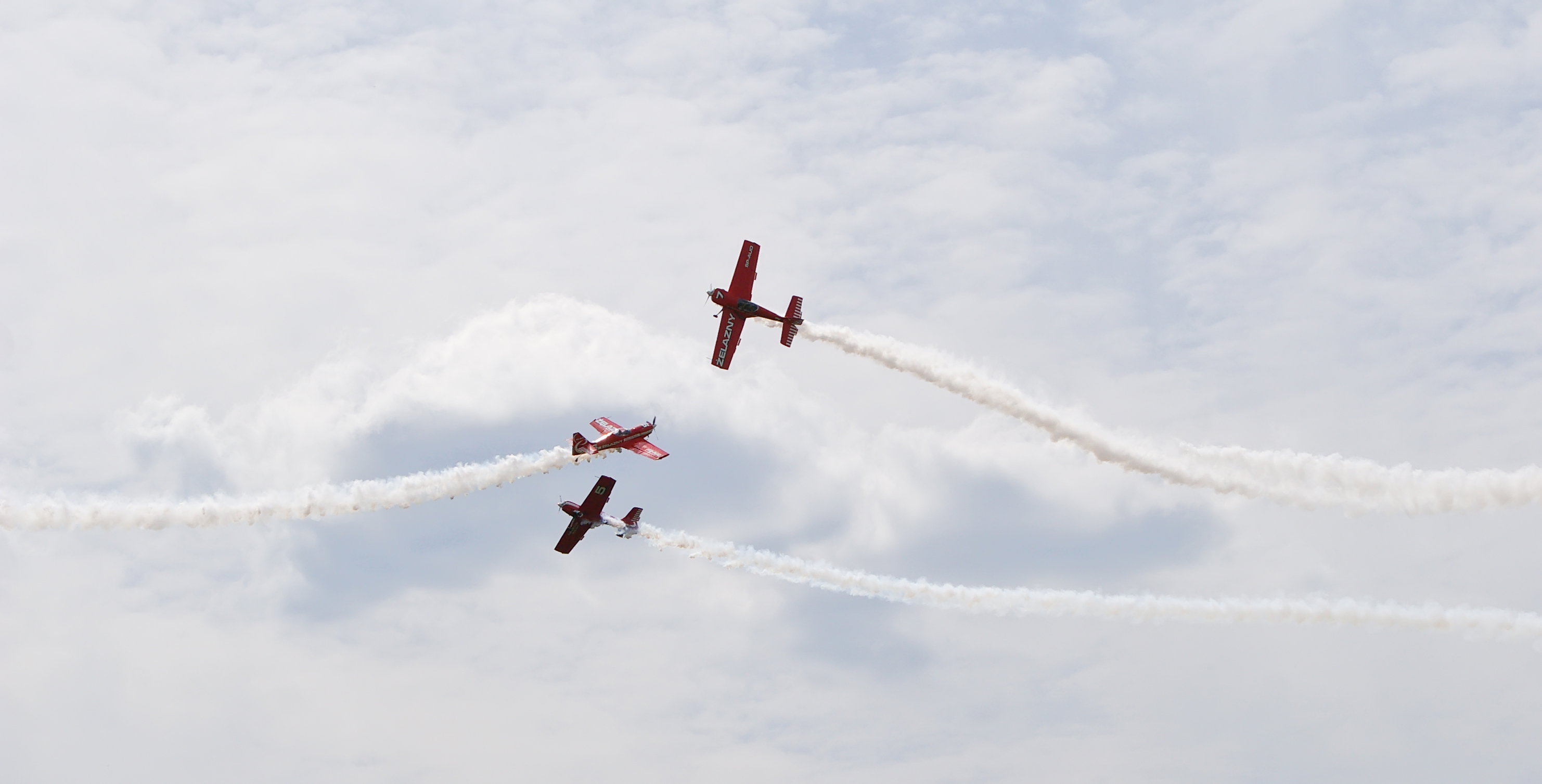
茲林Z-50LS参加戈拉什卡航空展

## 產品
- 茲林Akrobat
- 茲林Trener
- 茲林Z 22
- 茲林Z 26
- 茲林Z 42
- 茲林Z 43
- 茲林Z 50
- 茲林Z 142
- 茲林Z 143
- 茲林Z 242
- 茲林Z 526
- 茲林Z 526AS

## 外部連結
- 莫拉凡公司網站